# 1441년

## 연호
- 명(明) 정통(正統) 6년
- 일본(日本) 에이쿄(永享) 13년 / 가키쓰(嘉吉) 원년
- 후 레 왕조(後黎朝) 다이바오(大寶) 2년

## 기년
- 명(明) 영종 정통제(英宗 正統帝) 6년
- 조선(朝鮮) 세종(世宗) 23년
- 후 레 왕조(後黎朝) 태종(太宗) 8년

## 사건
- 장영실과 이천이 서운관에 측우기를 설치하다.

## 탄생
- 조선 6대 국왕 단종

## 사망
- 8월 10일(음력 7월 24일) - 조선 5대 국왕 문종의 정비 현덕왕후